# Renault Estafette
De Renault Estafette was een populaire bestelwagen van de Franse autofabrikant Renault. Het model werd gebouwd van de lente van 1959 tot eind 1980 in drie generaties, in totaal 533.209 exemplaren.
Zowel in Canada als in de Verenigde Staten werd het model op de markt gebracht als een minibus onder de naam Renault Hi-Boy en als bestelwagen onder de naam Renault Petit Panel. De exemplaren voor de Amerikaanse markten werden geproduceerd door het Mexicaanse bedrijf Diesel Nacional SA. De exemplaren voor de Afrikaanse markten werden van 1965 tot 1969 geproduceerd bij het Algerijnse CARAL.
Als opvolgers verschenen in de zomer van 1980 zowel de Renault Trafic als de Renault Master.

## Modellen

### R 2130/31
De eerste generatie van de Renault Estafette werd gebouwd van mei 1959 tot mei 1962 en droeg de fabrieksaanduiding R 2130/31. De bestelwagen had een motor met een inhoud van 845 cc die 32 pk leverde en afkomstig was uit de personenauto Renault Dauphine. De Estafette had een laadvermogen van 600 kg, gedurende zijn productieperiode werden 58.201 exemplaren vervaardigd.

### R 2132/33/34/35

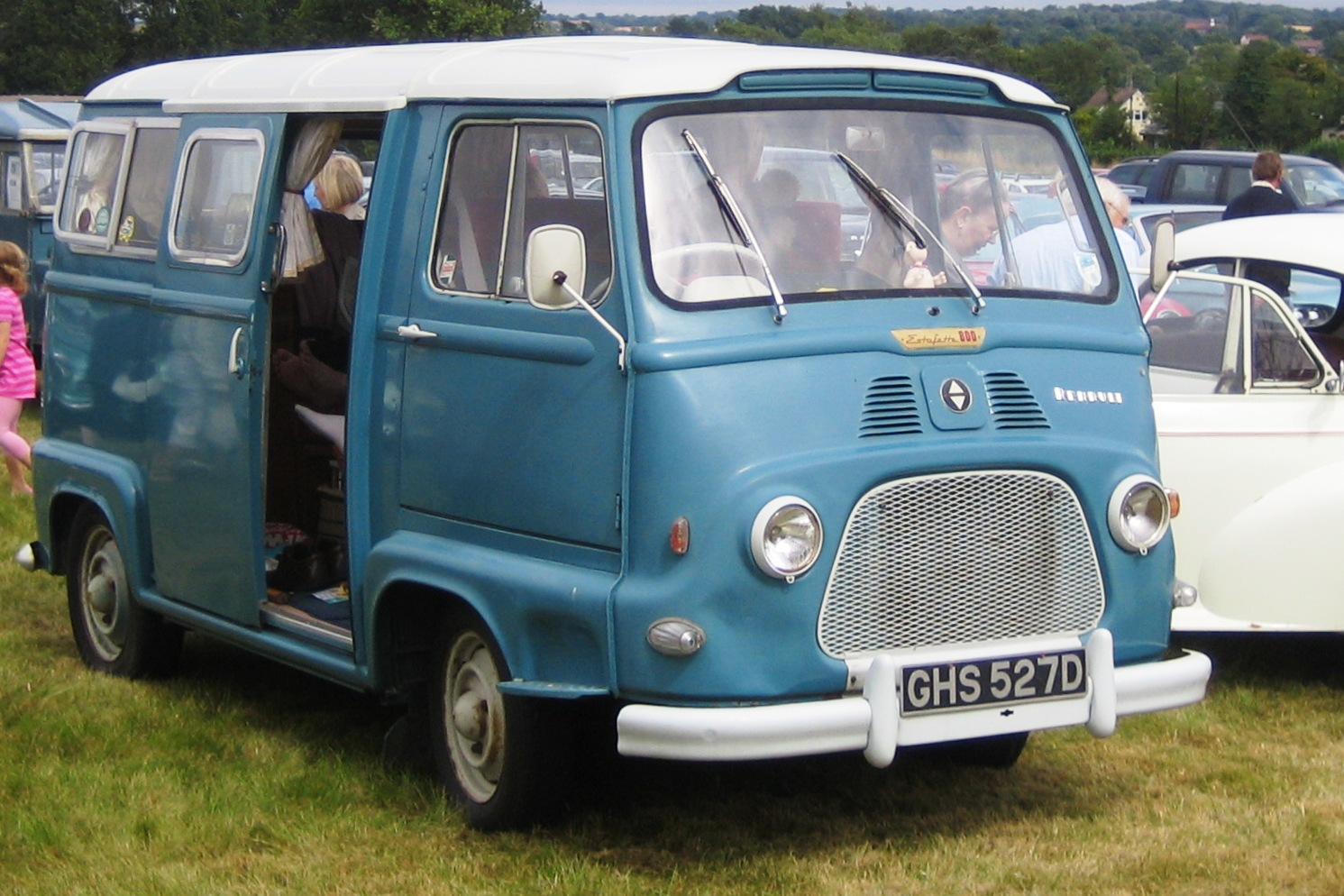
Renault Estafette (1966)

De tweede generatie van de Renault Estafette verscheen in januari 1962. De Estafette had een nieuwe motor met een inhoud van 1108 cc en 45 pk die was overgenomen van de Renault 8. Deze motor verhoogde het maximale laadvermogen met 200 kg tot 800 kg. De Estafette van de tweede generatie, verkrijgbaar in verschillende uitvoeringen, werd geproduceerd tot november 1968. Van het model met de fabrieksaanduiding R 2132 werden in totaal 121.981 exemplaren geproduceerd, van de R 2134 liepen 19.587  exemplaren van de productielijn.

### R 2136/37
Met de derde generatie werd de Renault Estafette verder verbeterd. De motoren kregen meer vermogen en kwamen nu uit de Renault 12. Zo vergrootte Renault de cilinderinhoud tot 1289 cc. De Estafette van de derde generatie was verkrijgbaar in twee verschillende versies: als R 2136 met een laadvermogen van 800 kg en als R 2137 met een nog groter laadvermogen van 1000 kg. Gedurende de productieperiode van april 1968 tot juni 1980 werden van de R 2136 193.237 exemplaren geproduceerd. Van het sterkere model R 2137 hebben 140.202 exemplaren de band verlaten.

### Dacia D6

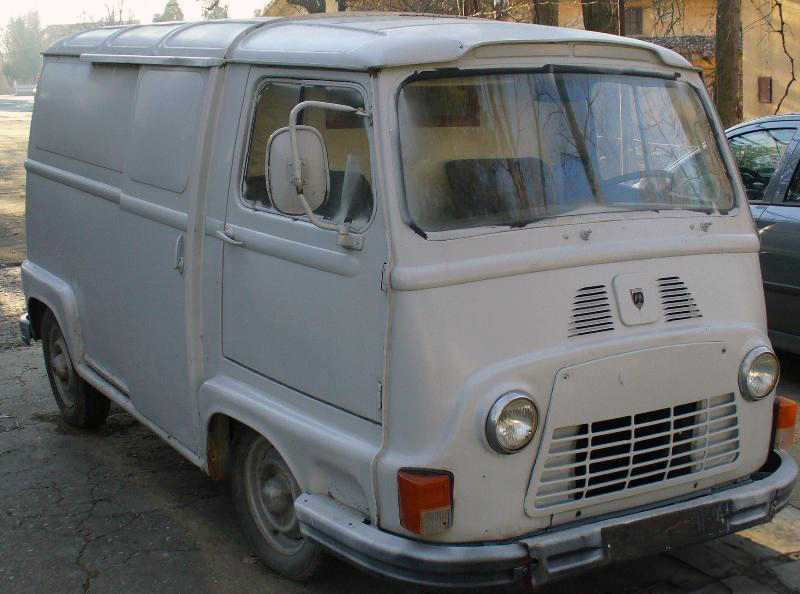
Dacia D6 (1975-1978)

De Roemeense autofabrikant Dacia bouwde de Estafette R 2136/37 vanaf 1975 in licentie in de fabriek in Mioveni onder de naam Dacia D6. Dit was de eerste bedrijfswagen die Dacia tot dan toe produceerde.  De motor en alle aanbouwdelen (behalve de waterpomp en het luchtfilterhuis) waren afkomstig van de Dacia 1300.
De Dacia D6 was vooral bedoeld voor Poşta Română (de Roemeense posterijen), de auto werd alleen verkocht aan de staatsinstellingen. Aan het einde van de productie in 1978 waren er 642 exemplaren geproduceerd.

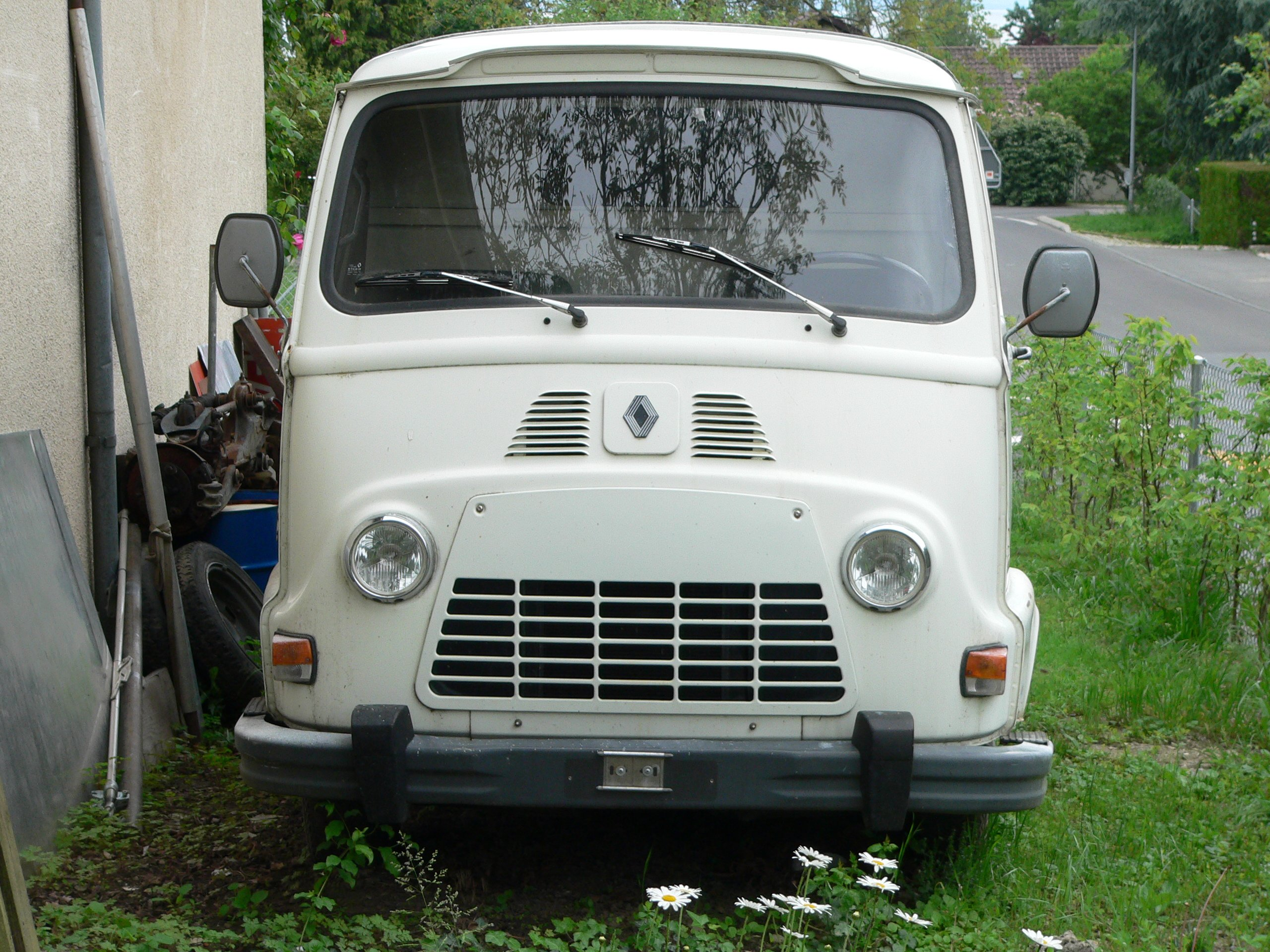
Vooraanzicht
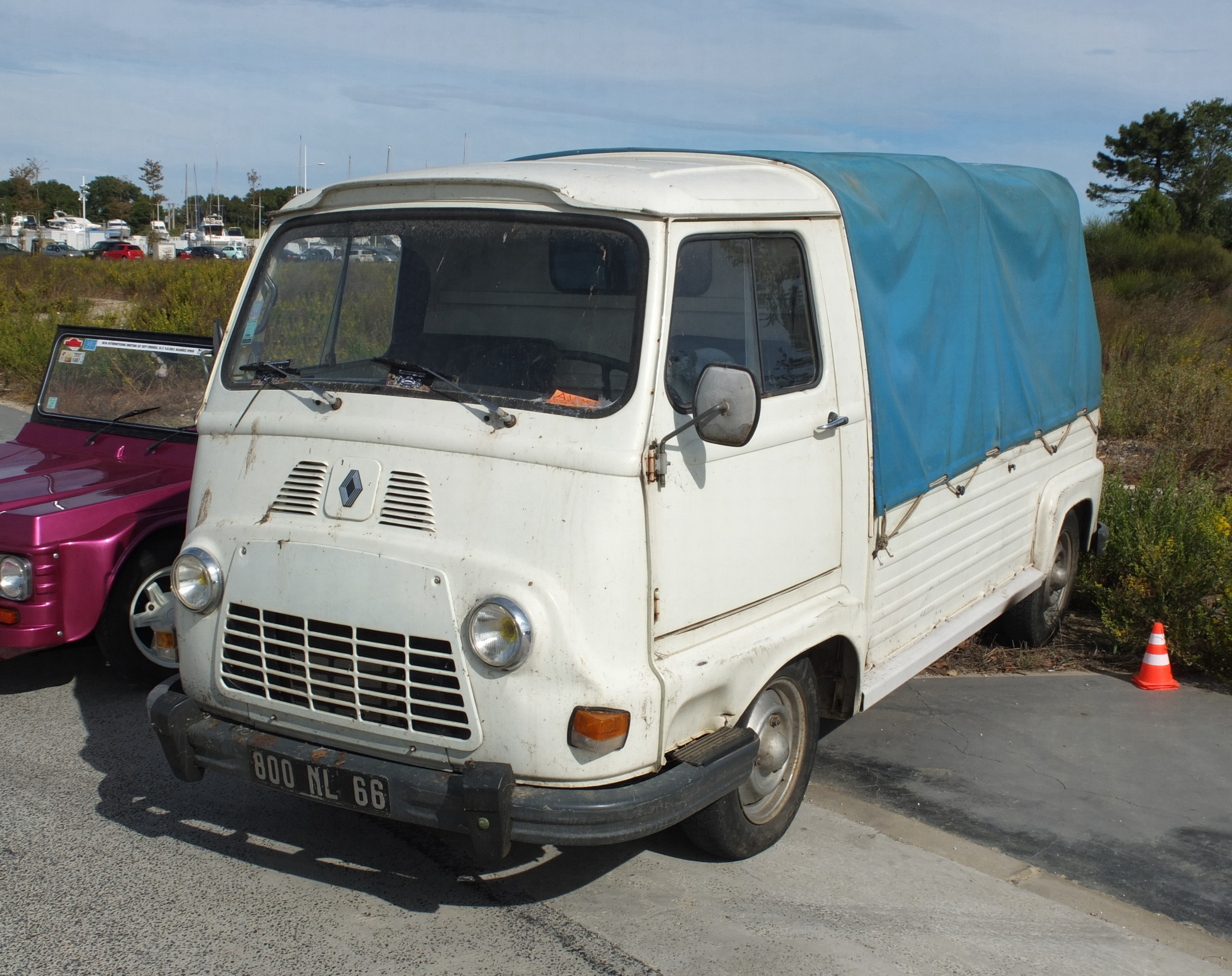
Pick-up
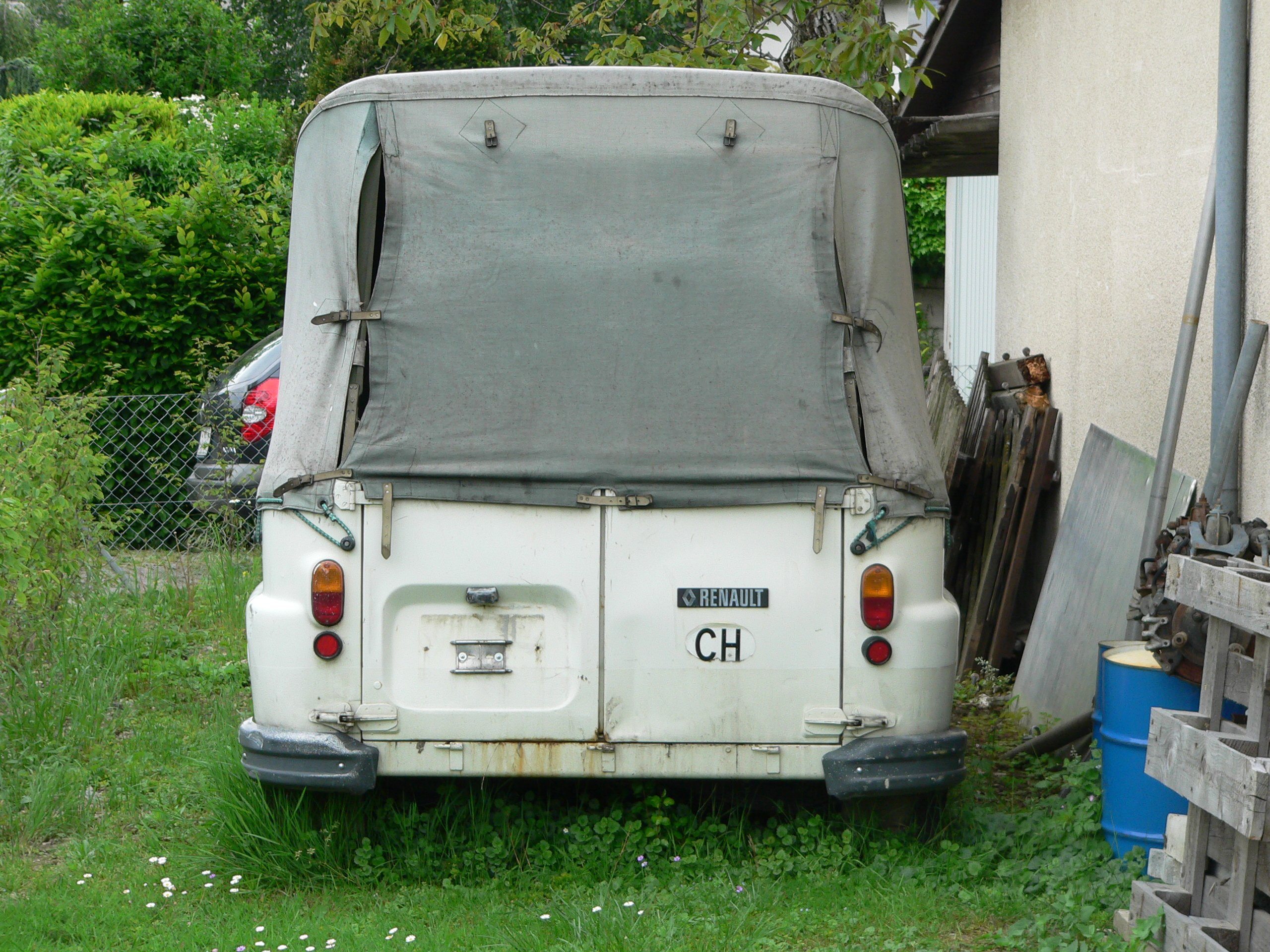
Achteraanzicht pick-up
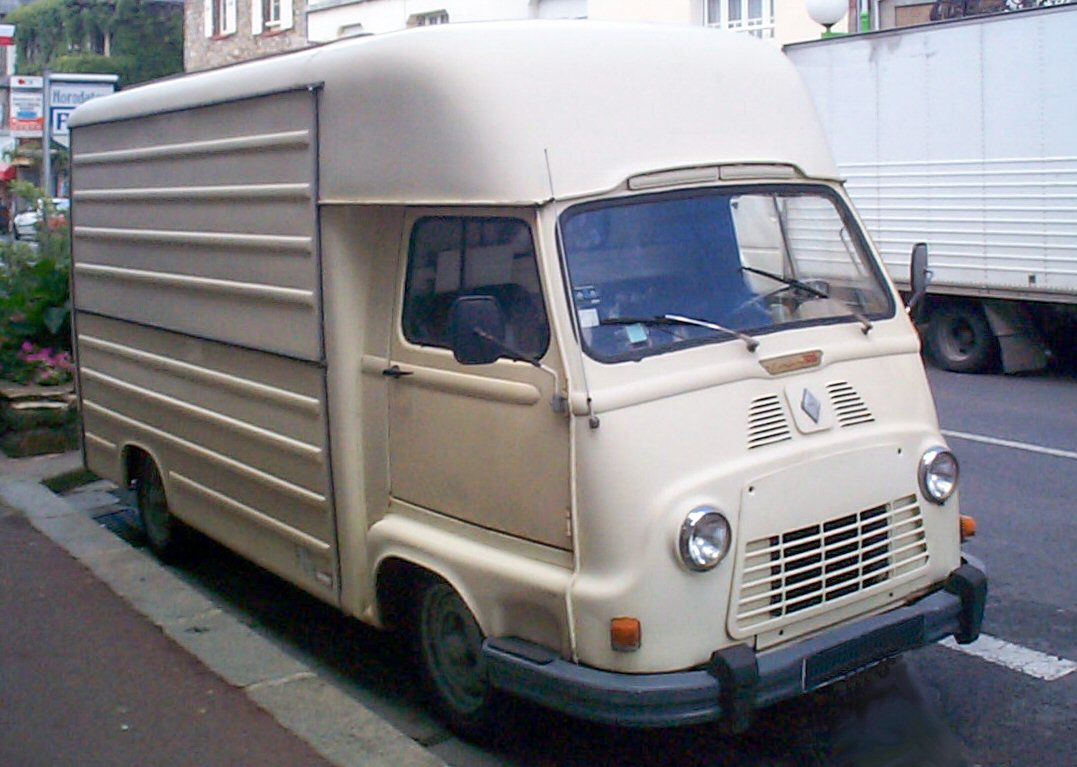
Met opbouw
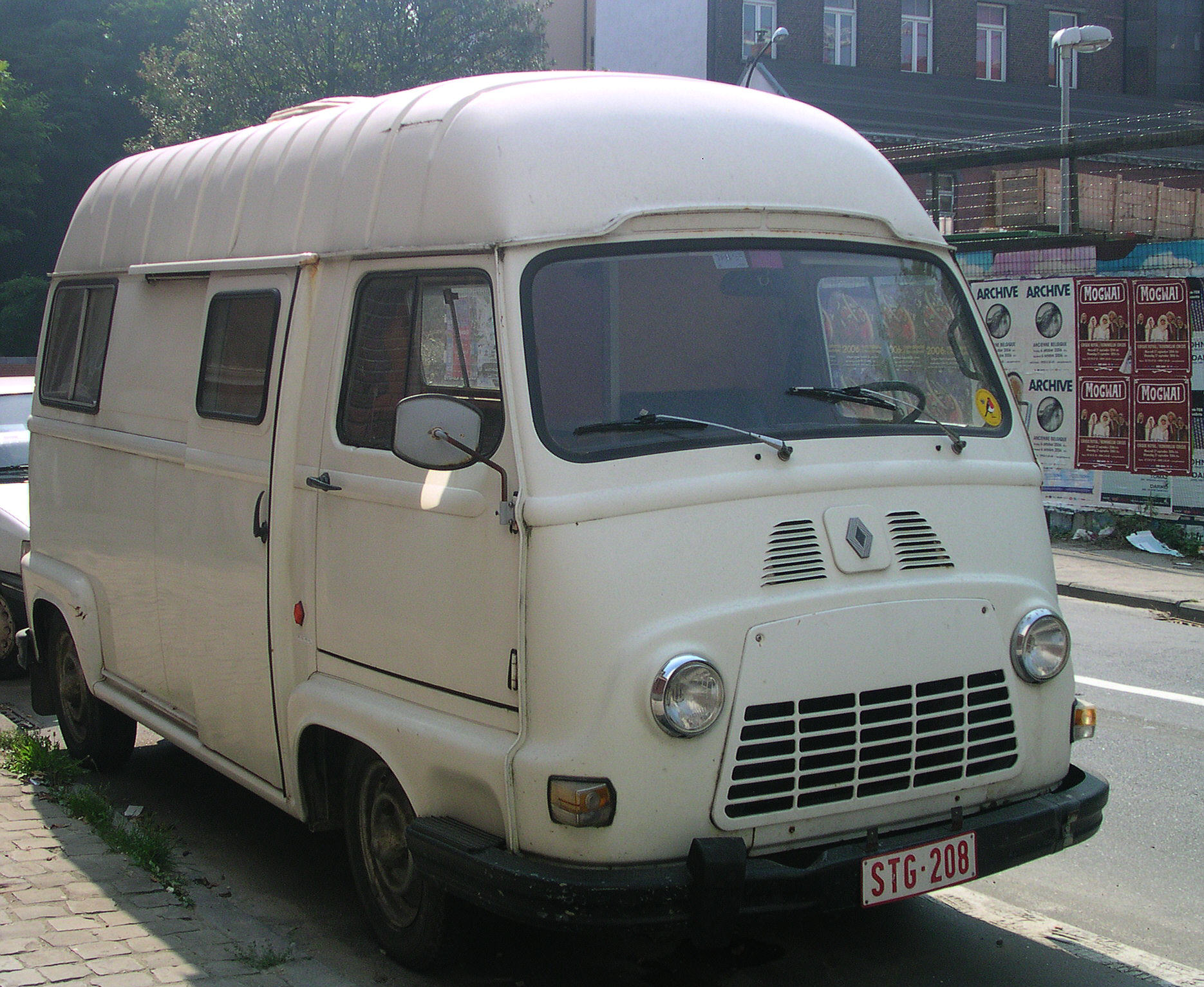
Met verhoogd dak
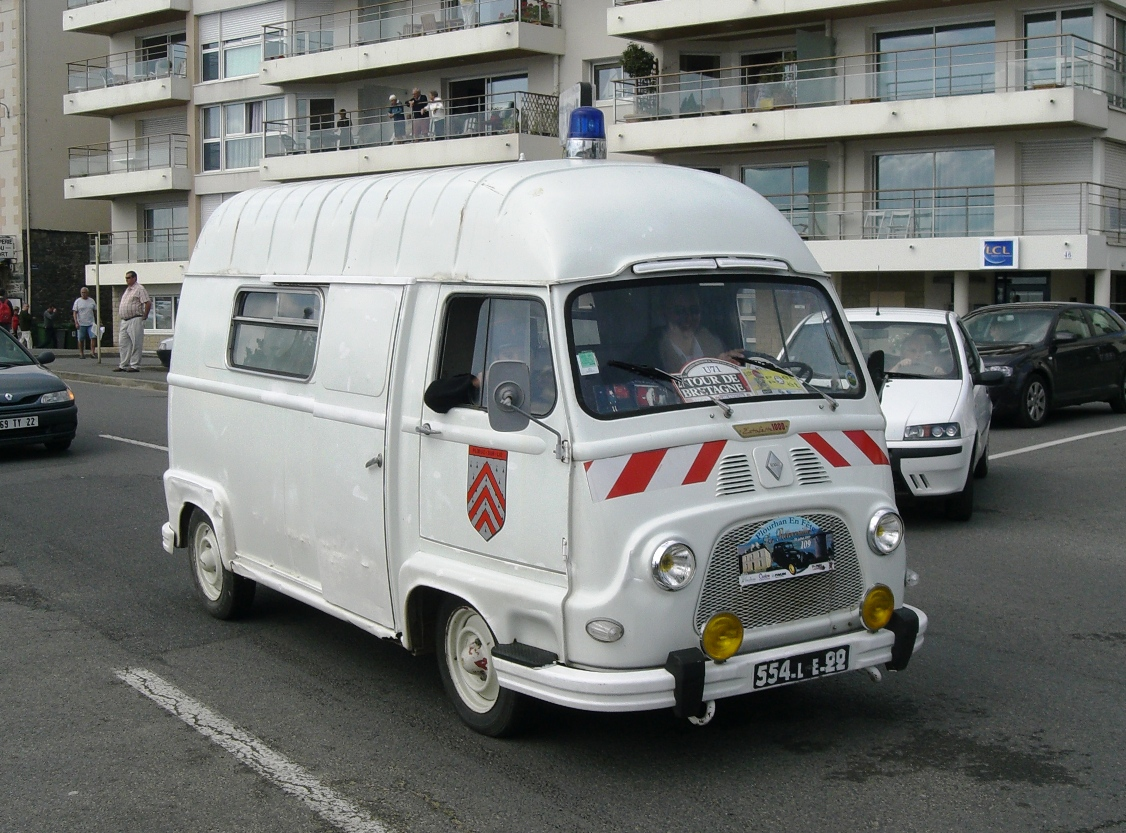
Met verhoogd dak en blauw zwaailicht